# Отдел ядерной безопасности ГНЦ РФ — ФЭИ
Отдел ядерной безопасности ГНЦ РФ – ФЭИ — обособленный отдел научного института, созданный в СССР для обеспечения безопасности ядерной промышленности, ключевое звено в становлении системы безопасности отрасли.
Отдел включает в себя три научно-исследовательские лаборатории и активно взаимодействует с УМЦУК. Деятельность отдела ориентирована на обеспечение ядерной безопасности на всех объектах ядерного топливного цикла (ЯТЦ), а также объектов с реакторами различного назначения. Вопросы безопасности затрагивают вопросы хранения и транспортирования ядерных делящихся материалов и изделий из них.
Исключение составляют объекты оборонного комплекса.

## История

### Создание
В 1950-х годах на комбинате «Маяк», расположенном в Челябинске-40 произошло несколько аварий.
Эти аварии были связаны с нарушением техники безопасности, отсутствием необходимых средств контроля и слабостью систем аварийной сигнализации.
Результатом стало возникновение самоподдерживающейся цепной реакции, результатом которой стало переоблучение персонала предприятия и тяжелые последствия для производства.
В 1958 году И. В. Курчатов на высшем уровне выступил с предложением создания лаборатории, которая будет заниматься безопасностью работ на атомных объектах.
Подразделение было решено назвать Лабораторией ядерной безопасности (ЛЯБ), её возглавил Б. Г. Дубовский.
Перед организацией была поставлена задача проведения широких исследований и разработка необходимых рекомендаций в области ядерной безопасности, которая была формализована следующим образом:
1. Экспериментальное определение критических параметров делящихся материалов в промышленном оборудовании и определение безопасных параметров оборудования различной геометрии и конструкции;
2. Разработка методов ядерно-физического расчета;
3. Разработка норм и правил по ядерной безопасности отраслевого и федерального уровня, заключений по ядерной безопасности действующих и проектируемых установок;
4. Исследования в области приборных методов и средств контроля параметров ядерной безопасности.

### Под руководствомБ. Г. Дубовского
В первые десятилетия своей деятельности лаборатория принимала участие в государственных работах по регулированию ядерной безопасности.
Сотрудники предприятия проводили проверки предприятий, которые работали с ядерно-опасными делящимися материалами: эксплуатантами ядерных реакторов, в том числе НИИ и АЭС.
Эти работы проводились как совместно с представителями главных управлений Министерства так и самостоятельно.
В 1960 году было построено здание ЛЯБ, и в 1962 году на этой площадке начались эксперименты на стенде РФ-ГС с моделями радиохимических аппаратов различной конструкции и геометрии.
Совершенствование расчетных методов работы проводилось с привлечением математического отдела ФЭИ (руководитель — Г. И. Марчук).
По результатам этих работ в 1966 году вышел справочник «Критические параметры делящихся материалов и ядерная безопасность», который был переиздан в 1984.
С развитием отрасли в происходили перемены и в 1972 году ЛЯБ была преобразована в отдел (ОЯБ).
Позже ОЯБ стал базовой лабораторией Госатомнадзора СССР, который работал при Средмаше, сотрудники отдела также привлекались к инспекторской работе в комиссии ГАН и управления Министерства.
Логичным продолжением работ стал выпуск серии приборов, которые позволяли отслеживать параметры реакторов или являлись ключевыми частями систем аварийной сигнализации.
Наиболее широко применялся вычислитель реактивности, который был внедрён на большом количестве критических стендов и реакторов, в том числе он используется на атомных подводных лодках и ледоколах.

### 1977—1989 годы
С 1977 по 1989 годы отделом руководили Ю. А. Прохоров, а затем Л. В Диев.
На тот период пришлась Чернобыльская авария, которая изменила подход к безопасности ядерной энергетики.
Появилось новое мощное направление работы — решение вопросов по оценке надежности и аварийных рисков отдельных ядерных установок.
С конца 1980-х годов перед промышленностью остро встал вопрос о безопасности при проведении работ по останову и выводу из эксплуатации промышленных, исследовательских и оборонных реакторов, ресурс которых близок к исчерпанию.
Проблема осложняется тем, что на большинстве из них возникали те или иные неполадки, которые привели к изменению активной зоны. В результате во многих из них произошли аварии с разрушением топлива и образованием просыпей ЯДМ, например, в графитовых кладках активных зон реакторов.

## Современность
С 1989 года начальником отдела был назначен Б. Г. Рязанов, который перешёл на этот пост с должности начальника лаборатории ядерной безопасности.
Он же руководит УМЦУК, а также является главой отраслевой Комиссии по методам и средствам контроля параметров ядерной безопасности.
Стало развиваться новое серьёзное направление в области ядерной безопасности — это вопрос нераспространения ядерного оружия и ядерных материалов.
В рамках работы над этим вопросом отдел участвует в решении вопросов сохранности, учета и контроля ЯДМ (ядерных делящихся материалов).
С 1997 года отдел занимается вопросами международной безопасности.
Совместно с зарубежными коллегами был выпущен обзор, в который вошли 22 аварии в мировой атомной промышленности и 59 на критических стендах.
На базе ФЭИ создан «учебно-методический центр по учету и контролю ядерных материалов» (УМЦУК).
Деятельность этого центра проходит по программам сотрудничества с США и Европейским сообществом.
Большая часть сотрудников отдела прошли подготовку в национальных лабораториях США и лабораториях Объединенного исследовательского центра Европейской комиссии.
Этот опыт используется как при подготовке российских специалистов-атомщиков и инспекторов МАГАТЭ.
С 2008 года отдел подключился к работам по государственной программе «Обеспечение ядерной и радиационной безопасности на 2008 года и на период до 2015 года».
Сотрудники отдела выступают в качестве консультантов по вопросам обеспечения и обоснования ядерной безопасности на предприятиях атомной промышленности.
Кроме этого, отдел обеспечен работами в рамках Гособоронзаказа: перед отделом стоит задача разработки и изготовления аппаратурно-программных комплексов управления ядерно-энергетическими установками военного назначения.

## Выдающиеся сотрудники
Директора:
| 1958-1977 | д.т.н.   | Б. Г. Дубовский |
| 1977-1999 | д.т.н.   | Ю. А. Прохоров  |
| 19??-1989 |          | Л. В. Диев      |
| 1989-     | к.ф-м.н. | Б. Г. Рязанов   |